# UFC 11
UFC 11: The Proving Ground è stato un evento di arti marziali miste organizzato dall'Ultimate Fighting Championship il 20 settembre 1996, all'Augusta-Richmond County Civic Center a Augusta (Georgia). L'evento è stato trasmesso in diretta in pay-per-view negli Stati Uniti e successivamente pubblicato su home video.

## Retroscena
La scheda prevedeva un torneo da otto uomini, oltre a due incontri alternativi in caso di infortunio e per riempire il tempo per la trasmissione in pay-per-view.
A causa di molteplici infortuni e stanchezza, nessun sostituto è stato in grado di continuare dopo le semifinali.
Roberto Traven si è rotto una mano dopo la partita alternativa e il campionato è stato vinto per forfait.
Rich Goins è tornato come annunciatore sull'ottagono.
L'evento, con un buyrate di soli 92.000, è stato uno degli eventi UFC meno acquistati.
Questo è stato il primo e unico torneo UFC a terminare per impostazione predefinita.
A causa della vittoria di Mark Coleman per forfeit e dell'enorme quantità di partite brevi, il PPV è stato definito "incompleto" e "disorganizzato" dagli spettatori.
Igor Vovchanchyn è stato invitato a combattere a UFC 11, ma non ha potuto partecipare a causa di problemi con il visto e di insoddisfazione per l'offerta.

## Risultati
- Eventuale ripescaggio nel torneo:  Roberto Traven contro  Dave Berry

Traven sconfisse Berry per sottomissione (colpi) a 1:23. Traven non poté sostituire Ferrozzo e giocare la finale perché infortunato.
- Eventuale ripescaggio nel torneo:  Scott Ferrozzo contro  Sam Fulton

Ferrozzo sconfisse Fulton per sottomissione (colpi).
- Quarti di finale del torneo:  Jerry Bohlander contro  Fabio Gurgel

Bohlander sconfisse Gurgel per decisione unanime. Bohlander non poté proseguire il torneo perché sfinito e ferito all'occhio e venne sostituito da Ferrozzo.
- Quarti di finale del torneo:  Tank Abbott contro  Sam Adkins

Abbott sconfisse Adkins per sottomissione (neck crank) a 2:06.
- Quarti di finale del torneo:  Brian Johnston contro  Reza Nasri

Johnston sconfisse Nasri per KO Tecnico (colpi) a 0:28.
- Quarti di finale del torneo:  Mark Coleman contro  Julian Sanchez

Coleman sconfisse Sanchez per sottomissione (strangolamento) a 0:45.
- Semifinale del torneo:  Scott Ferrozzo contro  Tank Abbott

Ferrozzo sconfisse Abbott per decisione unanime. Ferrozzo non poté continuare il torneo per infortunio.
- Semifinale del torneo:  Mark Coleman contro  Brian Johnston

Coleman sconfisse Johnston per sottomissione (colpi) a 2:20. Al termine dell'incontro Coleman venne dichiarato vincitore del torneo UFC 11 in quanto l'altro finalista Scott Ferrozzo e la sua riserva Roberto Traven non poterono prendere parte alla finale per infortunio.